# Spitting Games
"Spitting Games" to piosenka rockowej grupy Snow Patrol, pochodząca z jej trzeciego albumu, Final Straw. Została ona wykorzystana w grach MVP Baseball 2004 oraz Club Football 2005. Utwór pojawił się także w dwóch odcinkach serialu Torchwood pt. Everything Changes i Greeks Bearing Gifts.

## Lista utworów

### CD
1. "Spitting Games"
2. "Steal"
3. "Brave"
4. "Spitting Games" (wideo)

### 7"
1. "Spitting Games"
2. "Steal"

## Reedycja
Reedycja "Spitting Games" ukazała się 12 lipca 2004 roku, po tym, gdy piosenka wskoczyła to czołowej 40 zestawień, rozsławiając tym samym zespół. Ostatecznie, najwyższą pozycją jaką osiągnął utwór było miejsce #23.

### Lista utworów

#### CD
1. "Spitting Games"
2. "Crazy In Love" (Beyoncé cover)
3. "New Partner" (Will Oldham cover)
4. "Spitting Games" (wersja wideo 2)

#### 7"
1. "Spitting Games"
2. "Wow (Acoustic)"

#### Promo CD
1. "Spitting Games (AAA Mix)"